# Lucasioides nichinanensis
Lucasioides nichinanensis är en kräftdjursart som beskrevs av Nunomura2003. Lucasioides nichinanensis ingår i släktet Lucasioides och familjen Trachelipodidae. Inga underarter finns listade i Catalogue of Life.